# Aime-la-Plagne
Aime-la-Plagne é uma comuna francesa na região administrativa de Auvérnia-Ródano-Alpes, no departamento da Saboia. Estende-se por uma área de 94.67 km². Em 2010 a comuna tinha 4 596 habitantes (densidade: 1 hab./km²).